# 烟袋斜街
39°56′15.69″N 116°23′18.95″E / 39.9376917°N 116.3885972°E

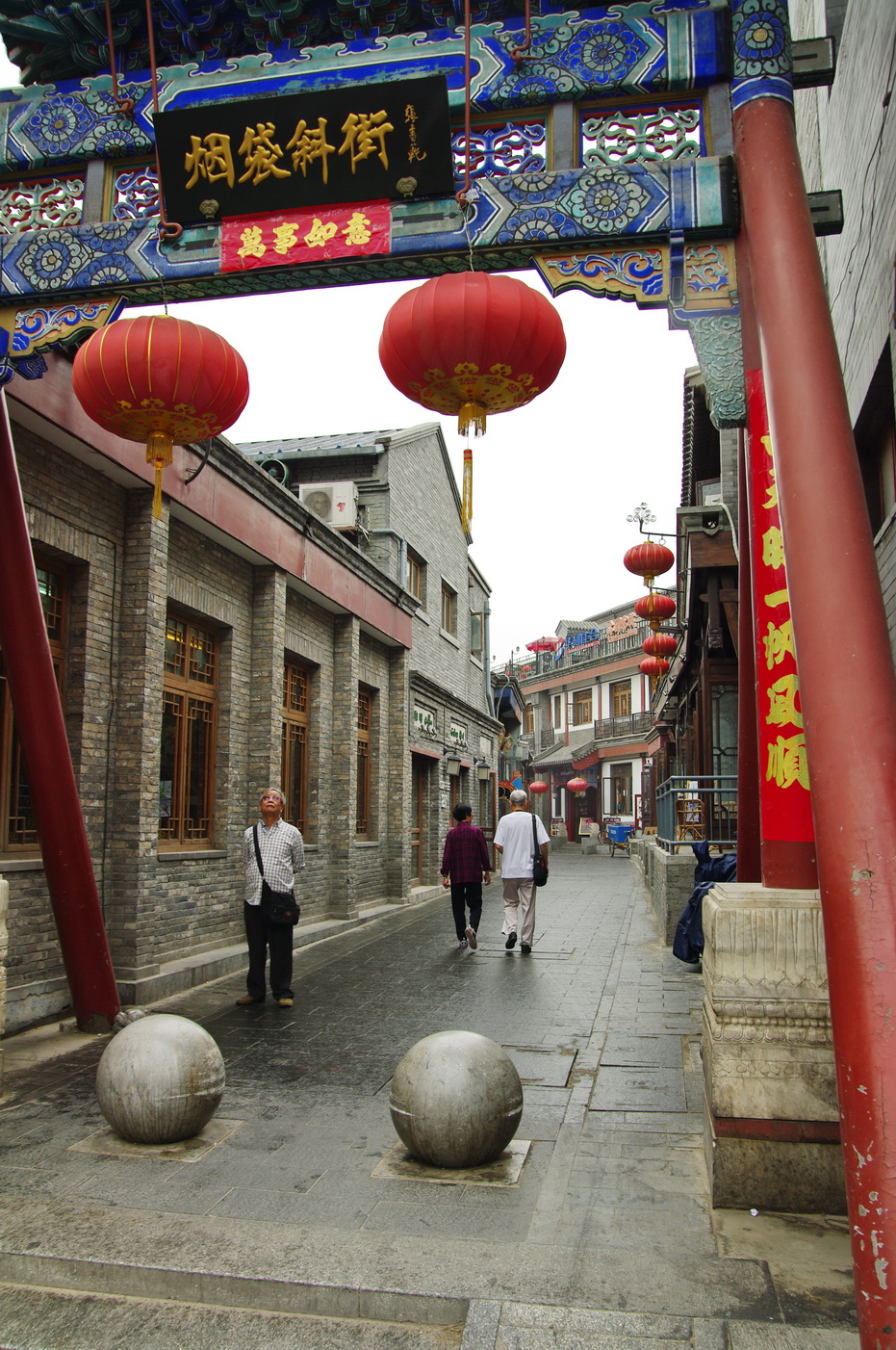
烟袋斜街东口。此处原来并无牌楼。2005年新建了一座牌楼，2010年6月牌楼大修。

烟袋斜街是位于中国北京市西城区东北部的一条街。东起地安门外大街，西到小石碑胡同。东西斜形走向。入东口后向西，到与大石碑胡同交叉处向西南折，然后再向西北折，最终与小石碑胡同相交，连接西侧的鸦儿胡同。该街全长232米，宽5至6米。

## 街名由来

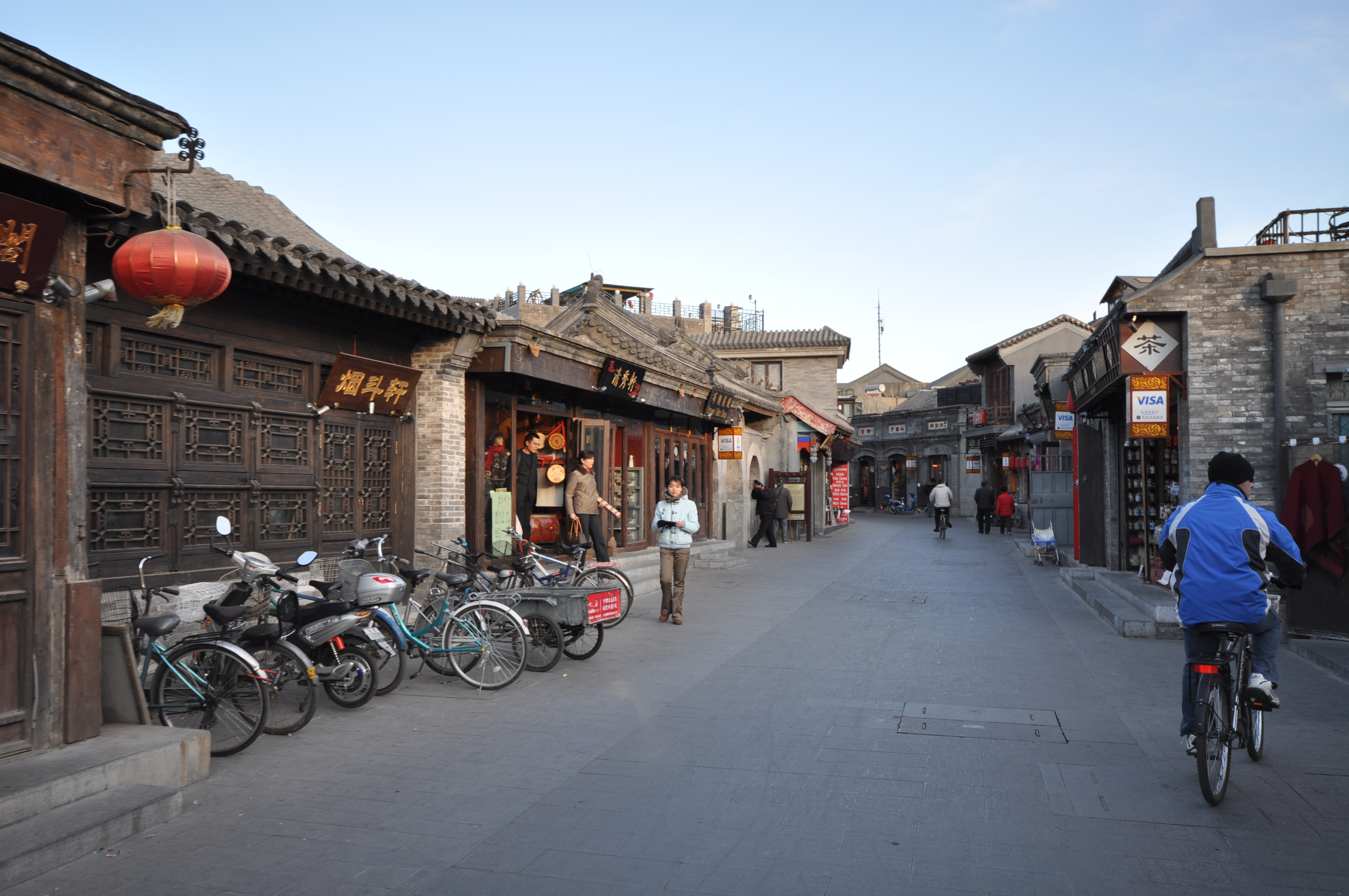
烟袋斜街

明朝张爵的《京师五城坊巷胡同集》记载，这条街叫做“打鱼厅斜街”。打鱼厅是元朝、明朝时管理海子捕鱼的官厅机构，其衙署设在该街上，故名。沈榜《宛署杂记》记为“鼓楼下大街”，或把打鱼厅并入鼓楼下大街。清朝，乾隆十五年（1750年）的《乾隆京城全图》中称为“鼓楼斜街”。乾隆五十年（1785年）刻版的《日下旧闻考》载“广福观在鼓楼斜街”。吴长元《宸垣识略》载：“今鼓楼斜街内分二道：西北出者通鼓楼西大街；西出沿湖至银锭桥者，乃昔时西涯（指什刹海之西）。”由此可知，该斜街即今烟袋斜街。“烟袋斜街”之名最早出现于清朝嘉庆、道光年间，或者在咸丰年间。《光绪顺天府志》记作“烟袋斜街”。清朝初年，该街称“斜街”。清朝末年，改称“烟袋斜街”，沿用至今。

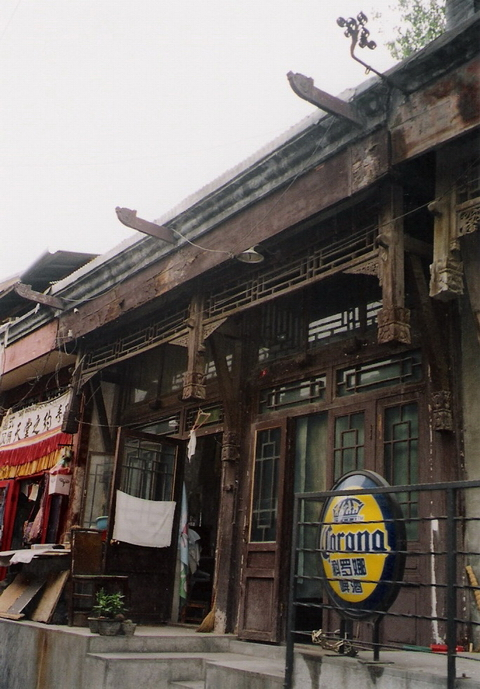
烟袋斜街2号

烟袋斜街旧时有不少经营烟具的店铺。其中“同合盛”与“双盛泰”曾为慈禧太后通洗水烟袋，十分知名。这些经营烟具的店铺，均在门首悬挂乌木烟袋作为招徕。据说，有一家店铺门首悬挂的烟袋长1.5米，黑杆金锅红里，烟袋斜街因此而得名。实际上，有关烟袋斜街街名的来历有不同说法。有人认为烟袋斜街是因其形状像烟袋故名，烟袋斜街东口如同烟袋嘴，向西二、三百米的街巷如烟杆，再折向南通往银锭桥如烟袋锅。也有人认为，这是因“同合盛”与“双盛泰”曾为慈禧太后通洗水烟袋而得名。以上说法均无实据。较合理的原因是，清朝这里是专供吸烟产品的商业街。清军入关后，官员、兵民多嗜好吸烟，经营烟叶、烟具的烟铺随之兴盛。中国社会科学院近代史研究所藏有清朝北京内城烟袋斜街东口路南烟袋铺的房契一件，该房屋五十多年内三次易主，其中有三位主人均经营烟袋铺。到了清朝末年，吸烟的风气仍然很盛。清朝康熙年间刘廷玑《在园杂志》载：“黄童白叟，闺闱妇女，无不吸之，十居其八，且时刻不能离矣。谚云开门七件事，今且增烟而八矣。”原来百姓的“开门七件事”是“柴米油盐酱醋茶”，都是生活必需品，后来烟成了第八件必需品。

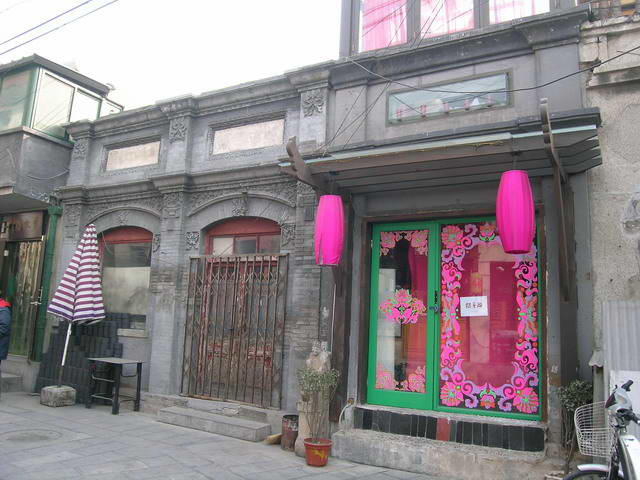
北京最早能做西服的成衣店潘步昆西服店旧址

## 发展变迁

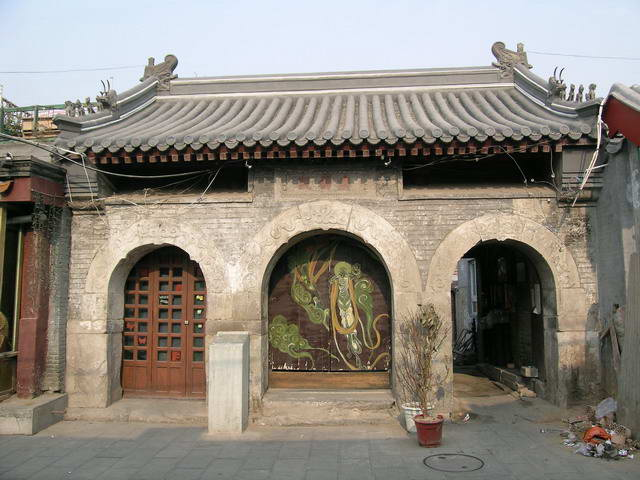
2005年，修复前的广福观山门

清末民初，烟袋斜街兴盛时，开有80余家店铺。除了烟铺外，还有许多古玩店、茶坊、酒缸、浴池等等。中华民国成立后，不少清朝的遗老遗少靠变卖家产、出售古玩生活，烟袋斜街上遂开设了几家古玩店。以后，烟袋斜街逐渐成为古玩商聚居之地，著名的古玩店有宝文斋、敏文斋、太古斋、抱璞山房等六家。同时，烟袋斜街还开有服装店，北京最早的制西服店潘步昆西服店便在烟袋斜街东口路南开创。鑫园澡堂、同合头发店、振兴理发馆也开在烟袋斜街。烟袋斜街内还有书画装裱、文房四宝等店铺，知名的饭馆有烤肉季、李二炸虾店、临河第一楼、义和轩酒馆、庆云楼等20余家。清朝时，庆云楼与隆丰堂、庆和堂、德丰堂并称为“后门四大饭庄”（后门指地安门）。1930年代，有人在报刊上撰文，称烟袋斜街为“小大栅栏”，或称“小琉璃厂”。

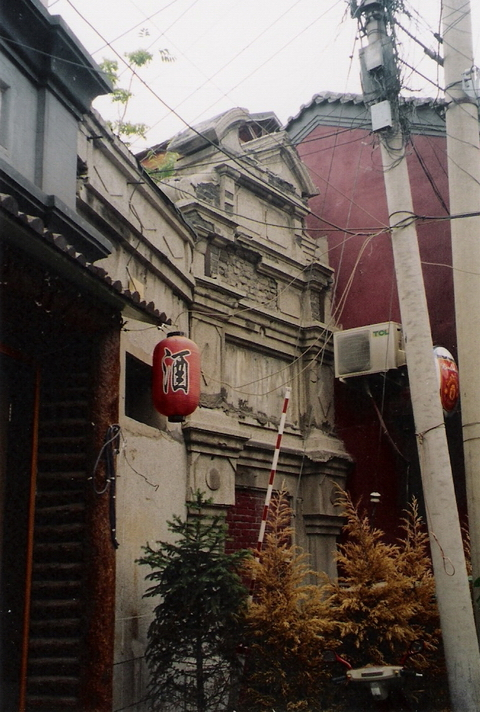
烟袋斜街28号，原为当铺“中和当”

1956年公私合营前，烟袋斜街约有五六十家商业店铺。随后店铺骤减，到1984年只剩13家。此后又陆续发展，到2000年共计商铺34家。2000年底，西城区人民政府开始整治烟袋斜街。2001年，西城区人民政府先后两次对烟袋斜街进行青石板路面铺筑及门墙装修，并强行拆除了沿街的违章建筑。2002年公布的《北京历史文化名城保护规划》中，将烟袋斜街列为传统商业街，进行重点保护。特别是将原先经营状况不佳的以发廊、小商店为主体的商铺改造成以酒吧、工艺品店为主体，多数商户对此表示满意。例如烟袋斜街1号原为烟袋铺，屋檐垂有铸铁烟袋花，为当时的店家挂幌子用，门框上有一对莲花匾托，旁边有一个小牌，上书“京师总商会”。这里是清末民初京师总商会的会址。后店主将这座老房子改为“木楼酒吧”，专门展示自己收藏的扑克。2007年起，又加强了对传统建筑的保护力度。
烟袋斜街经过改造后，再现了老北京青砖灰瓦的建筑风格，街上又开了许多店铺，以经营民族服装及服饰、烟具、茶具、古玩等民间手工艺品为主。2009年，烟袋斜街被国际人类学民族学联合会第十六届世界大会中国民居建筑文化专题展组委会评为 “中国建筑文化经典示范工程”。2010年11月10日，烟袋斜街被中华人民共和国文化部、国家文物局授予“中国历史文化名街”称号，并在广福观举行了挂牌仪式。这是2009年国子监街获得该称号后，北京市第二条获得该称号的街。

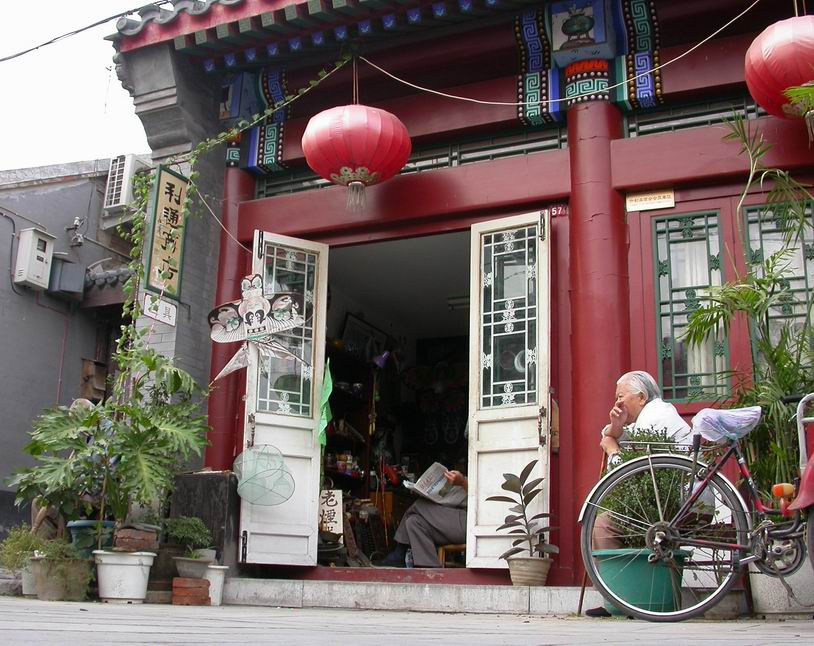
烟袋斜街57号的小商铺

2011年，中国邮政什刹海邮政所在烟袋斜街开业，成为街上的新景观。该邮政所门上悬挂有蓝底金字的匾额，门外立有一组雕塑：一个梳有清朝样式小辫儿的孩子，正将手中的信放入一个仿古的邮筒。该邮政所内是一个小型的北京邮政发展史展览馆。室内古色古香，设有吊扇、老柜台。由于该邮政所没有配备电脑，所以不能收发挂号信和包裹。该邮政所有自己的仿清朝风格专用邮戳，还有自己的专用明信片，普通信件和明信片可在该邮政所寄出。该邮政所隶属于中国邮政地安门邮政支局。

## 宗教景观
烟袋斜街内，旧有龙王庙、广福观、三元伏魔宫。
- 龙王庙：位于鑫园澡堂隔壁，面积仅有6平房米，庙前有一口水井。《马可波罗游记》载元大都斜街上有一口铜口、铜帮的水井，即指该井。1940年代，经管该庙的奎姓老夫妇逝世后，该庙被毁，井被填上，该庙成了鑫园澡堂的堆房。现已无存。[3]
- 三元伏魔宫：烟袋斜街83号，建于清朝嘉庆年间。[3]
- 广福观：烟袋斜街37号、大石碑胡同6号，建于明朝天顺三年（1459年），坐北朝南，有山门、前殿、中殿、后殿，供奉关帝、玄坛财神、龙王。[2][3]

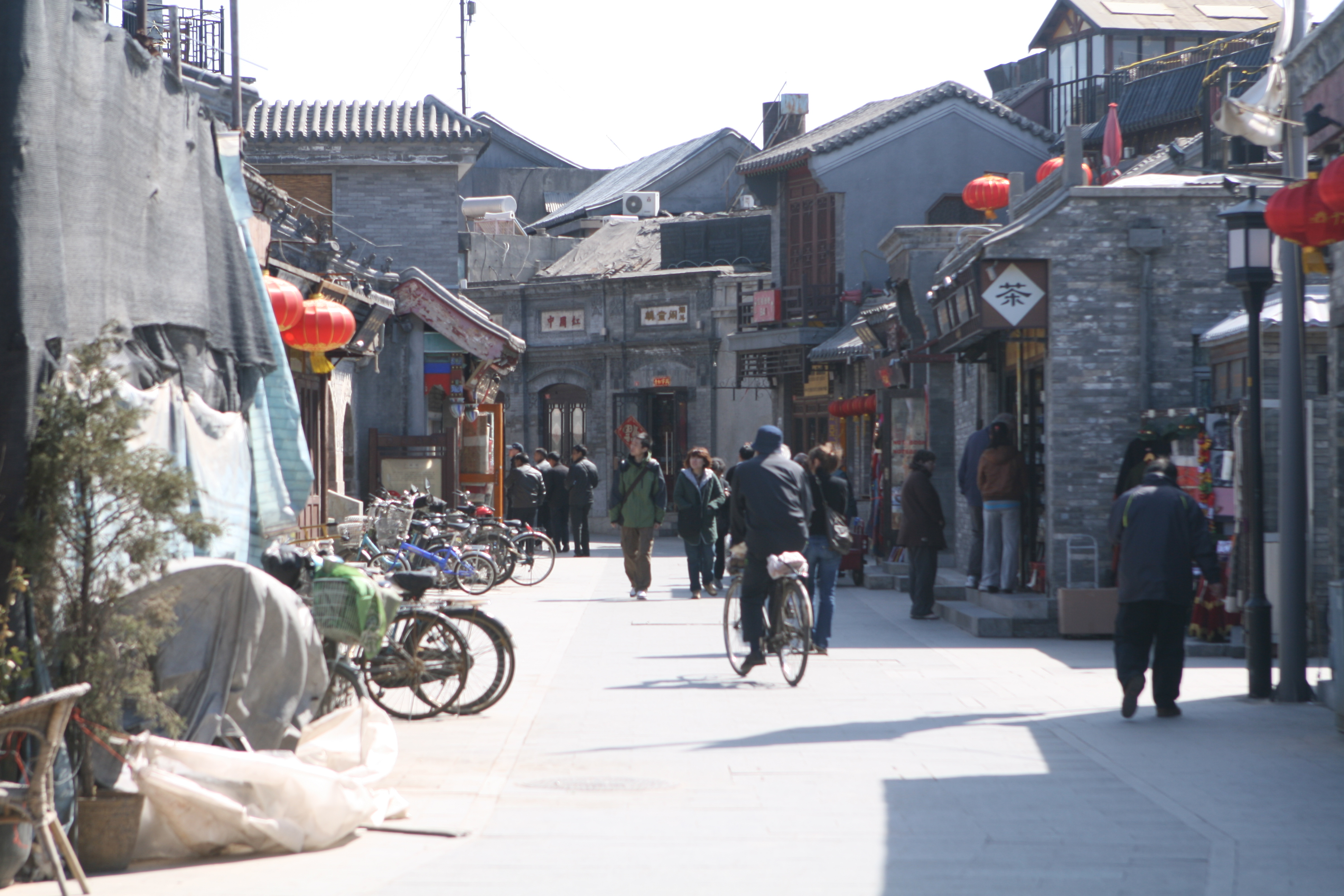
烟袋斜街
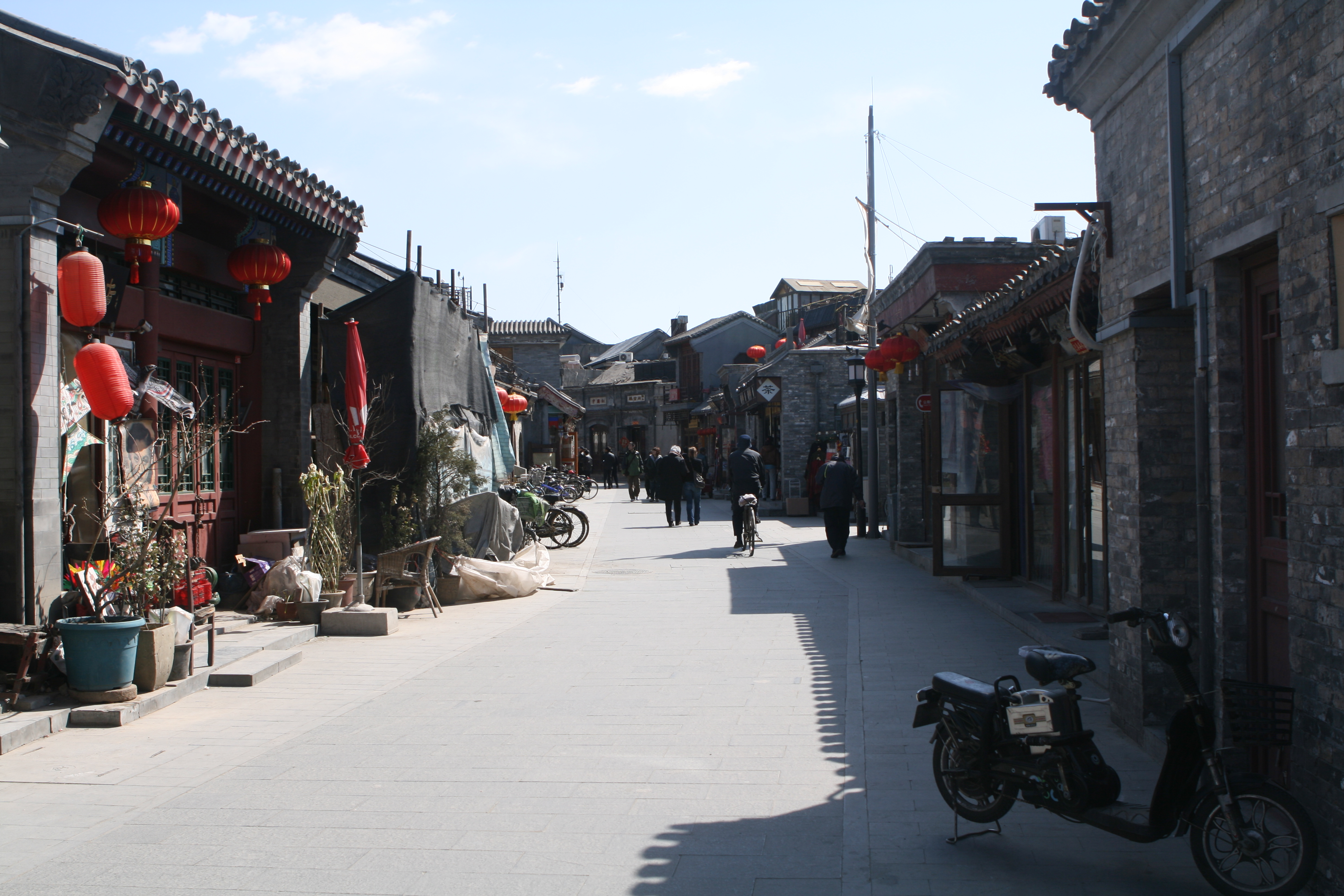
烟袋斜街
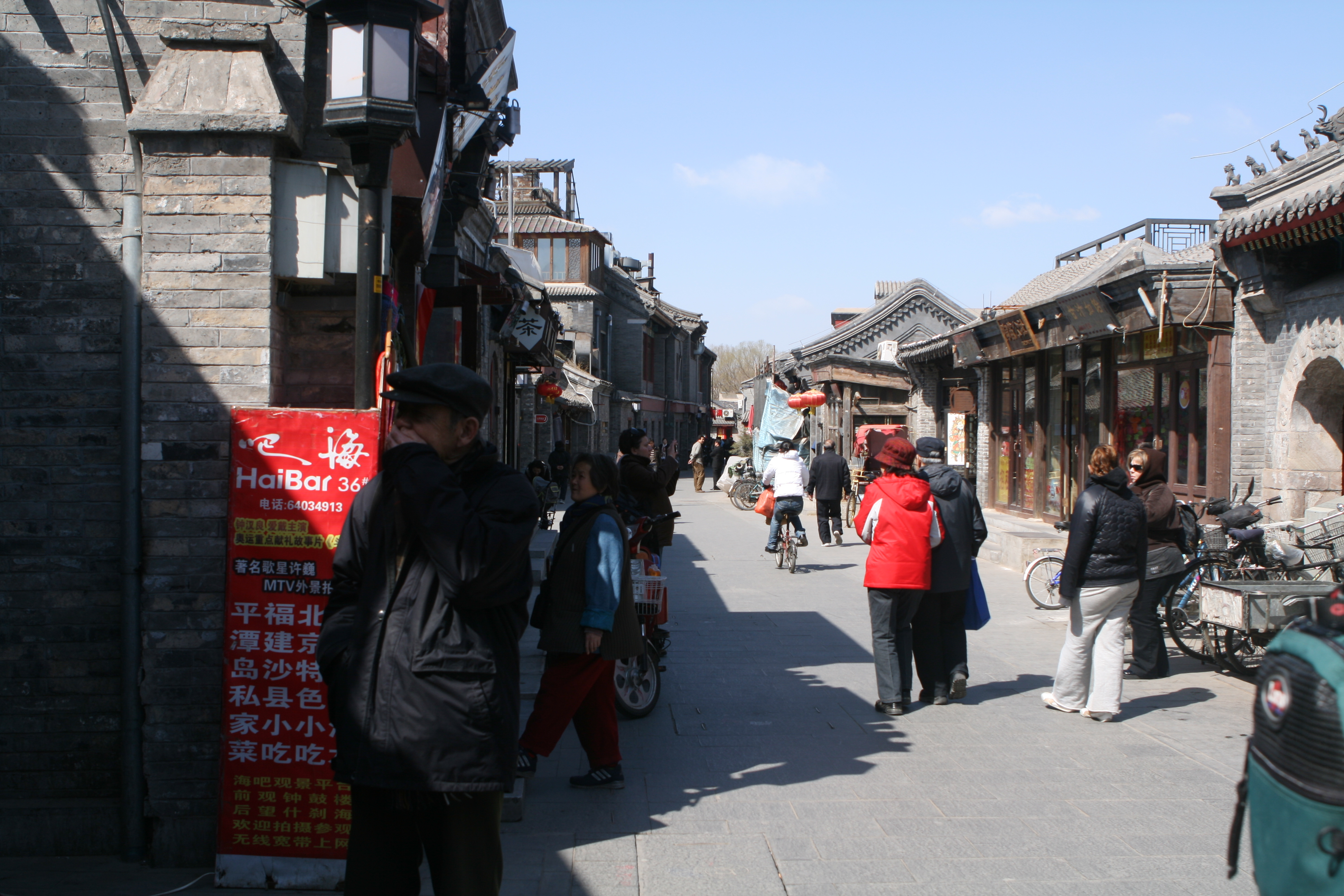
烟袋斜街。右侧露出了广福观山门